# سیاه‌توکای طوق‌سفید
 سیاه‌توکای طوق‌سفید (نام علمی: Turdus albocinctus) نام یک گونه از تیره توکایان است.